# 841
841 foi um ano comum do século IX que teve início e terminou a um sábado no Calendário Juliano. A sua letra dominical foi B.
| Ano completo                   |
| ------------------------------ |
| Ano comum com início ao sábado |

## Eventos
- Nominoe, senhor da Bretanha revolta-se contra o seu suserano Carlos Magno com o objectivo de alcançar a independência do Ducado da Bretanha.

## Nascimentos
- 22 de Março - Bernardo Plantevelue m. 886, foi conde de Auvérnia e Marquês da Aquitânia.